# Jiguan
Jiguan (en chino, 鸡冠; pinyin, Jīguān, léase Chi-Kuan) es un distrito urbano bajo la administración directa de la Prefectura Jixi en la Provincia de Heilongjiang, República Popular China.  Su área es de 147 km² y su población total para 2010 superó los 340 mil habitantes. 

## Administración
Desde julio de 2023, el  Distrito Jiguan se divide en 9 pueblos que se administran en 7 subdistritos y 2 villas.